# La huida del inocente
La huida del inocente (título original: La corsa dell'innocente) es una película italiana de 1992 dirigida por Carlo Carlei. Fue nominada a los Globos de Oro en 1994 en la categoría de mejor película extranjera, y en su país ganó diversos premios y reconocimientos. Contó con las actuaciones protagónicas de Francesca Neri y Jacques Perrin.

## Sinopsis
Vito es un niño pequeño que vive en el campo de Calabria. Cierto día, su familia es exterminada por una banda criminal, y solo Vito logra escapar escondiéndose debajo de la cama. Desesperado, encuentra a su padre moribundo, quien le ordena escapar. Llega hasta una cueva donde encuentra la mochila y el cuerpo sin vida de Simone, un niño rico secuestrado y asesinado por el hombre que masacró a su familia. Así comienza la huida de Vito a la Toscana, para buscar a la familia del niño muerto.

## Reparto
- Francesca Neri: Marta Rienzi
- Jacques Perrin: Davide Rienzi
- Manuel Colao: Vito
- Federico Pacifici: Scarface
- Salvatore Borghese: padre de Vito
- Lucio Zagaria: Orlando
- Giusi Cataldo: Giovanna
- Massimo Lodolo: Rocco
- Anita Zagaria: madre de Vito
- Beppe Chierici: Don Silvio
- Isabelle Mantero: mujer policía